# Romantik

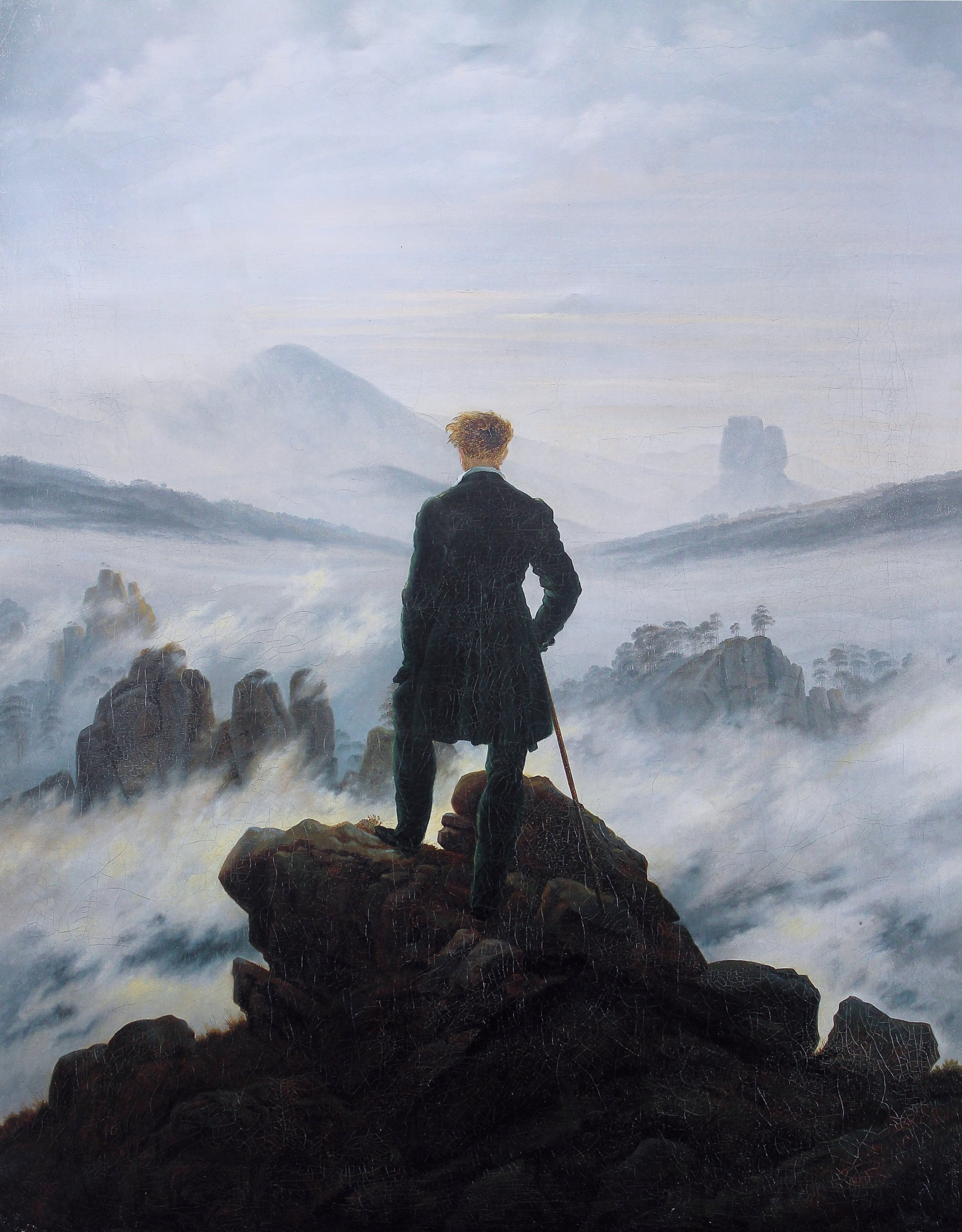
Der Wanderer über dem Nebelmeer von Caspar David Friedrich

Die Romantik ist eine kulturgeschichtliche Epoche, die vom Ende des 18. Jahrhunderts bis weit in das 19. Jahrhundert hinein dauerte und sich insbesondere auf den Gebieten der bildenden Kunst, der Literatur und der Musik äußerte, aber auch die Gebiete Geschichte, Theologie und Philosophie sowie Naturwissenschaften und Medizin umfasste. Für den Bereich der Literatur wird die Romantik (ca. 1795–1835) untergliedert in Frühromantik oder Jenaer Frühromantik (bis 1803), Heidelberger Romantik oder Jüngere Romantik (bis 1809) und Spätromantik (bis 1835). In der Malerei dauert die Spätromantik bis Mitte des 19. Jahrhunderts, in der Musik bis Anfang des 20. Jahrhunderts (Gustav Mahler, Richard Wagner). Als wesentliches Kennzeichen der Romantik gilt eine aus der idealistischen Tradition, vor allem aus der Philosophie von Johann Gottlieb Fichte stammende Betonung der Spontaneität des Subjekts.

## Geschichte des Romantikbegriffs

### Etymologie
Der Begriff kommt etymologisch von lingua romana („romanische Sprache“) und bezog sich auf Schriften, die in der Volkssprache der romanischen Länder verfasst waren. Diese bildeten einen Gegensatz zu den zuvor üblichen, in lingua latina (Latein) geschriebenen Texten. Aus lingua romana entwickelte sich über das Französische das Wort Roman. „Romantisch“ (ursprünglich, im 17. und 18. Jahrhundert noch „romanisch“) bedeutete daher zunächst romanhaft, und so wurde der Begriff auch ursprünglich von Friedrich Schlegel verwendet, der den modernen Romantikbegriff prägte. Allerdings wurde der Begriff zunächst oft von den Gegnern der Romantik benutzt, so von Goethe:

„Das Klassische nenne ich das Gesunde und das Romantische das Kranke. Und da sind die Nibelungen klassisch wie der Homer, denn beide sind gesund und tüchtig. Das meiste Neuere ist nicht romantisch, weil es neu, sondern weil es schwach, kränklich und krank ist, und das Alte ist nicht klassisch, weil es alt, sondern weil es stark, frisch, froh und gesund ist. Wenn wir nach solchen Qualitäten Klassisches und Romantisches unterscheiden, so werden wir bald im reinen sein.“

### Selbstverständnis der Romantiker
Romantik bedeutete im Sinne von Friedrich Schlegel Abwendung von der Antike und von klassischen Vorbildern: Die mit dem Terminus Romantiker bezeichneten, in ihrem Selbstverständnis „modernen“ Autoren erschließen sich Themen aus ihrer eigenen Kultur und Geschichte und wenden sich von klassischen Formen ab. Das erklärt aus der nachträglichen und historischen Perspektive die Vorliebe für eine fragmentarische Schreibweise in der Romantik. Die Hinwendung zur eigenen Kultur bedeutete zugleich eine stärkere Hinwendung zu phantastischen und traumhaften Inhalten, insbesondere zur Sagen- und Mythenwelt des Mittelalters oder zur barocken Mystik. Die Romantiker betrachteten das antike Menschenbild als unvollständig, als unvollkommene Ausschöpfung des menschlichen Wesens. Das, was zu ergänzen war, umriss Schlegel mit dem Wort „Paradoxie“: Das vom normalen Denken abweichende Empfinden jenseits des rational Verstehbaren und Begreiflichen sollte hervorgehoben werden. Diese Erfassung aller Lebensbereiche war das Ziel der „Universalpoesie“. Aus dem begeisterten Versuch, die klassische Dichtung zu ergänzen, erwuchs jedoch rasch eine schroffe Gegenposition. Während die Jenaer Romantik weitgehend unpolitisch war, blieb angesichts der Ernüchterung wegen der ausbleibenden Wiederauferstehung der Reichsherrlichkeit nach dem Sieg Napoleons schließlich nur die Flucht in Volksgut und Idylle, in die Sehnsucht nach Auferstehung des staufischen Kaisertums (so vor allem die Heidelberger Romantik mit Achim von Arnim, Clemens Brentano und Joseph Görres), in die Sicherheit des religiösen Dogmas (Eichendorff, schließlich auch Brentano) oder in Exotik und Selbstironie (Ludwig Tieck, E. T. A. Hoffmann).
Die Vertreter des an der Antike orientierten Klassizismus, allen voran Johann Heinrich Voß, fühlten sich durch die Zeitschriften der Romantiker zum Teil massiv angegriffen und polemisierten heftig gegen die neue Strömung. Sie bezeichneten das Romantische als phantastisch oder auch als krankhaft – letzteres allerdings vor allem im Hinblick auf die französische Romantik. Generell müssen „Klassik“ und „Romantik“ auch als nachträgliche Zuordnungen verstanden werden; die Vertreter der Klassik haben sich nicht als „Klassiker“ gesehen, fühlten sich aber klassischen Idealen bzw. Idealisierungen verpflichtet, genauso sahen die „Romantiker“ in der „romantischen Poesie“ ein Ziel, sich selbst aber nicht unbedingt als dessen Verwirklicher. Sie streben einerseits nach dem Einfachen, Reinen, selbst Erlebten, vor allem in der Lyrik; andererseits offenbart sich in der Prosadichtung oft das chaotische Labyrinth der Seele, wobei für die Romantiker das Unbewusste gegen das rationale Bewusstsein eine besondere Bedeutung hat.

### „Romantik“ im heutigen Sprachgebrauch
Im allgemeinen Sprachgebrauch bezeichnen die Wörter Romantik und romantisch heute meist einen sentimentalen Zustand des Gefühlsreichtums, vielleicht auch der Sehnsucht. Typisch sind Wortverbindungen wie „romantische Stunden“ oder „romantisches Weinlokal“. Für eine „romantische Affäre“ hat sich das Wort Romanze eingebürgert, das ursprünglich die Literaturgattung Romanze bezeichnete. Auch in diesem Wort spiegelt sich der Werdegang der romantischen Idee von der historischen Epoche bis in die heutige Welt.

## Entwicklung

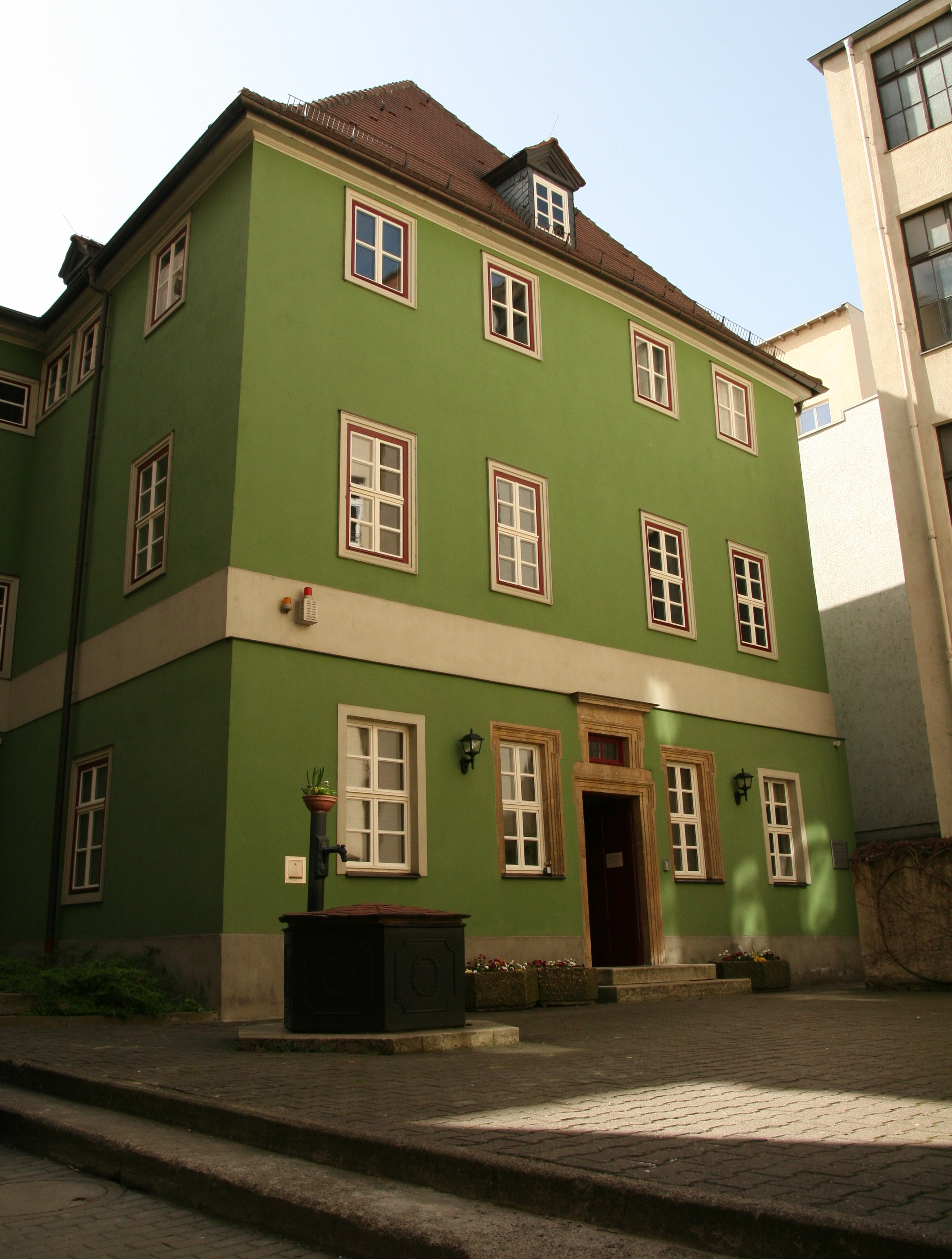
Das Romantikerhaus in Jena im ehemaligen Wohnhaus des Philosophen Johann Gottlieb Fichte. Um 1800 waren die deutschen Frühromantiker nahezu vollständig in Jena versammelt.

Grob unterscheiden kann man drei Phasen der Entwicklung der Romantik in Europa und eine Zeit der Nachblüte: zunächst die Vorromantik seit etwa 1740/50 bis zur Französischen Revolution, die zeitlich z. T. mit dem Zeitalter der Empfindsamkeit zusammenfällt und deren Stimmungen und den Ich-Kult weiter radikalisiert; die Frühromantik mit ihrem Genie- und Heldenkult, teils gegen die Aufklärung gerichteten, aber oft auch von paneuropäisch-transnationalen Ideen befeuert, die von der Französischen Revolution bis zum Beginn der Herrschaft Napoleons über Europa angesetzt werden kann, und die Phase der Hochromantik in der Zeit ab 1804. In diesem Jahr ließ Napoleon den potenziellen Thronfolger, den Duc d’Enghien entführen und hinrichten und sich zum Kaiser erheben, was zum Scheitern revolutionärer Hoffnungen führte und nationale, konservative und religiöse Strömungen stärkte. Nach den Befreiungskriegen und dem Wiener Kongress 1815 schließt sich eine Phase der Spätromantik bis etwa zur Julirevolution von 1830 oder 1835 an: Insbesondere nach den Karlsbader Beschlüssen 1819 flüchten die Romantiker vor dem Hintergrund ihrer eher individualistischen Grundeinstellung in Melancholie und in phantastische, unwirkliche oder biedermeierliche Welten, um sich eskapistisch aus dem gesellschaftlichen Leben weitgehend zurückzuziehen oder einer kleinstädtischen Idylle zuzuwenden. Ihre Themen sind vor allem Liebe und Natur. Die Romantik findet aber auch später immer wieder Epigonen, vor allem in den romanischen Ländern. In Lateinamerika setzt sie teilweise erst um 1830 ein.

### Ursprünge
Die Romantik kann auf zwei seinerzeit populäre literarische Richtungen zurückgeführt werden. Zunächst einmal sind ihre englischen Wurzeln zu berücksichtigen. Hier ist die Entdeckung der pittoresken Landschaften wichtig, wie sie Joseph Addison in seinem berühmten Spectator-Essay über „Imagination“ hervorgehoben hat. Die Nacht- und Grabesdichtung der Engländer ab 1740 gehört ebenso zu den Voraussetzungen der Romantik wie des Gothic Revival. Im Rahmen dieser Wiederentdeckung der Gotik und des Mittelalters stand zunächst die Gartenkunst im Mittelpunkt, später auch die Literatur. Horace Walpole ist hier eine zentrale Figur. Er begann 1747 mit dem Umbau seines Landsitzes Strawberry Hill an der Themse zu einem neogotischen Schloss-Kloster und schrieb 1764 den ersten Schauerroman The Castle of Otranto. Es handelt sich einerseits um die Schauerliteratur der zweiten Hälfte des 18. Jahrhunderts – in England und Deutschland las man leidenschaftlich gerne Schauerromane.
Zum anderen muss die literarische Strömung des Sturm und Drang berücksichtigt werden, der Ende des 18. Jahrhunderts im deutschen Sprachraum von vielen Literaten getragen wurde. Während Schauerromane eher der Trivialliteratur zugerechnet werden, befanden sich die Werke der Sturm-und-Drang-Bewegung, vertreten u. a. durch Johann Wolfgang Goethes Briefroman Die Leiden des jungen Werthers und Friedrich Schillers Drama Die Räuber, auf höherem literarischen Niveau. Die historisch rückwärts gewandte Schauerliteratur regte die Phantasie an, Motive waren oft Gespenster, Ritter, verwunschene und halbzerfallene Burgen. Neben Schlegel und Novalis gehörte auch der Dichter Ludwig Tieck zu den prägenden Persönlichkeiten der deutschen Frühromantik, deren Ursprünge in Jena gesehen werden.
Einen entscheidenden Impuls gab Friedrich Schleiermachers Buch: „Über die Religion. Reden an die Gebildeten unter ihren Verächtern“, das den Romantikern einen neuen religiösen Impuls vermittelte. Friedrich Schlegel schrieb 1798: „Der revolutionäre Wunsch, das Reich Gottes zu realisieren, ist […] der Anfang der modernen Geschichte […]“. Der Satz steht am Anfang einer neuen religiös aufgeladenen Ästhetik, wie sie seit der Romantik nicht nur die Literatur prägt, sondern auch die Malerei – so die Kunst der Nazarener – wie auch die Musikästhetik eines Richard Wagner. Madame de Staël öffnete die Tür für die deutsche Romantik auch in Frankreich. Von vielen deutschen und französischen Romantikern wie Clemens Brentano oder François-René de Chateaubriand wurden die ethischen, ästhetischen und emotionalen Aspekte der katholischen Religion verklärt; nicht alle wurden jedoch zu Anhängern eines restaurativen Konservatismus wie etwa Heinrich von Kleist. Victor Hugo setzt sich als Anführer einer demokratischen Partei für Menschenrechte und Menschenwürde ein. In England führten die Nachrichten von der Terrorherrschaft des Wohlfahrtsausschusses dazu, dass sich William Wordsworth und Samuel Taylor Coleridge von der Revolution distanzierten und sich stärker religiösen und patriotischen Zielen verpflichtet fühlten.
Die Grundthemen der Romantik sind Gefühl, Leidenschaft, Individualität und individuelles Erleben sowie Seele, vor allem die gequälte Seele. Romantik entstand als Reaktion auf das Monopol der vernunftgerichteten Philosophie der Aufklärung, der die Natur entgegengesetzt wird, und auf das strenge Regelwerk des durch die Antike inspirierten Klassizismus. Im Vordergrund stehen Empfindungen wie Sehnsucht, Mysterium und Geheimnis. Dem in die Zukunft gerichteten Rationalismus und Optimismus der Aufklärung wird ein Rückgriff auf das Individuelle und Numinose gegenübergestellt. Diese Charakteristika sind bezeichnend für die romantische Kunst und für die entsprechende Lebenseinstellung.

### Malerei

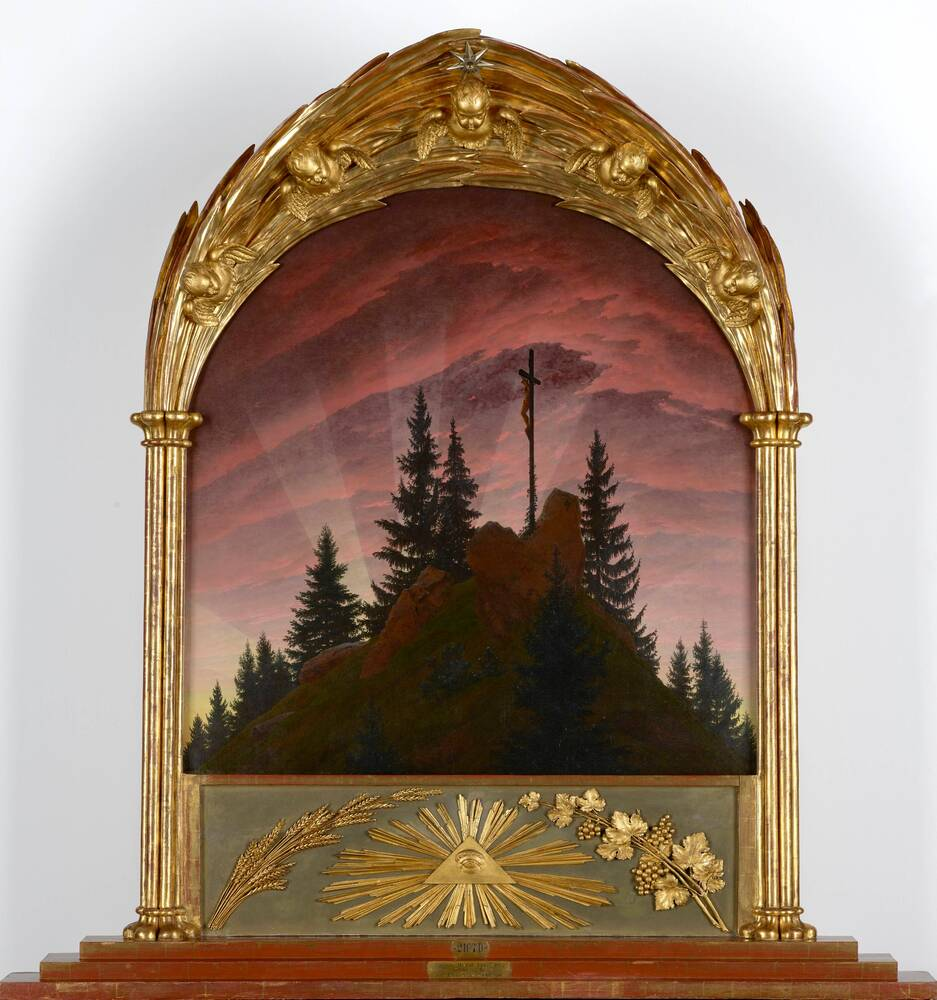
Caspar David Friedrich, Tetschener Altar, Szene: Das Kreuz im Gebirge, 1808/09, Staatliche Kunstsammlungen Dresden
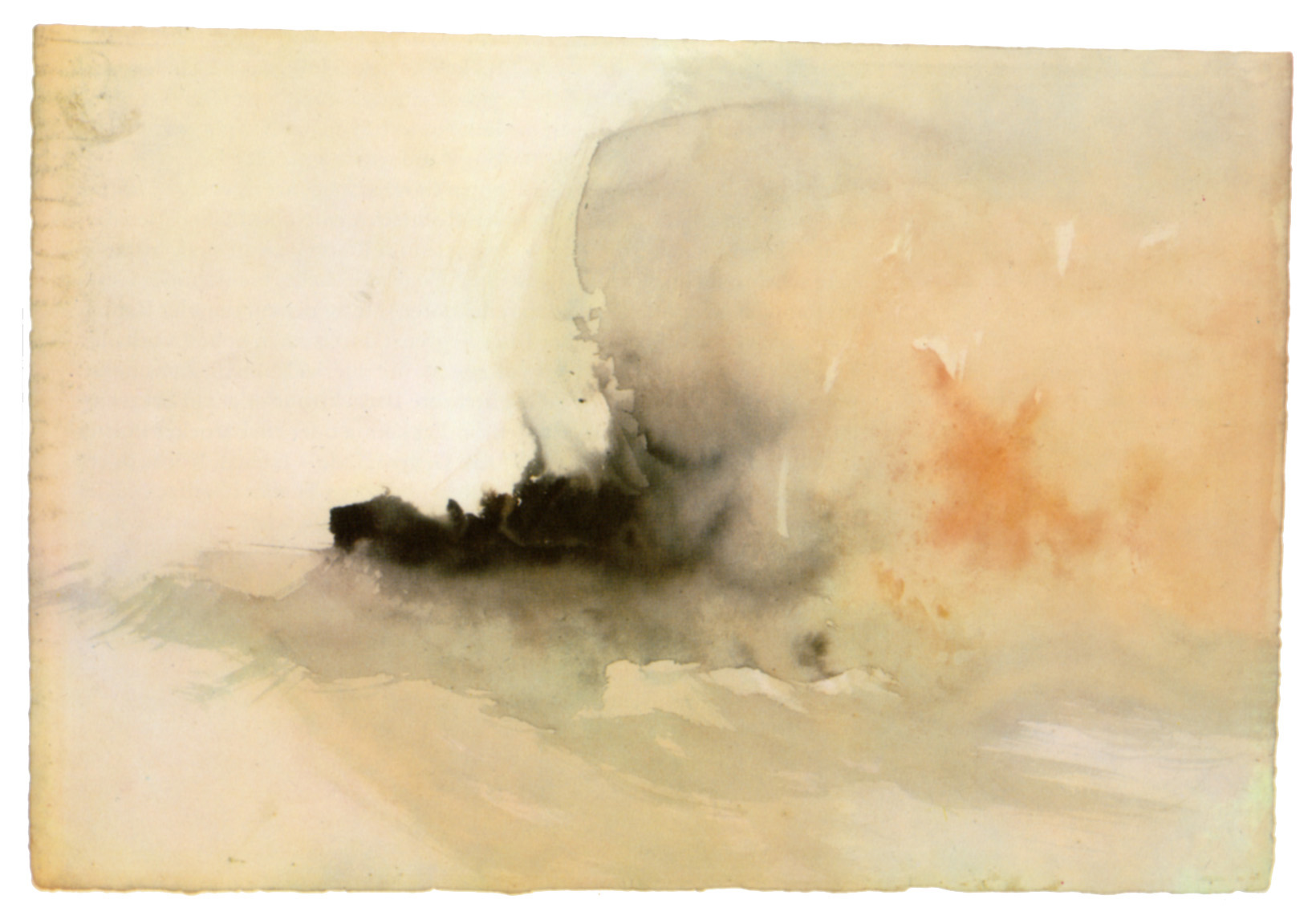
William Turner, Brennendes Schiff, 1830, Tate, London
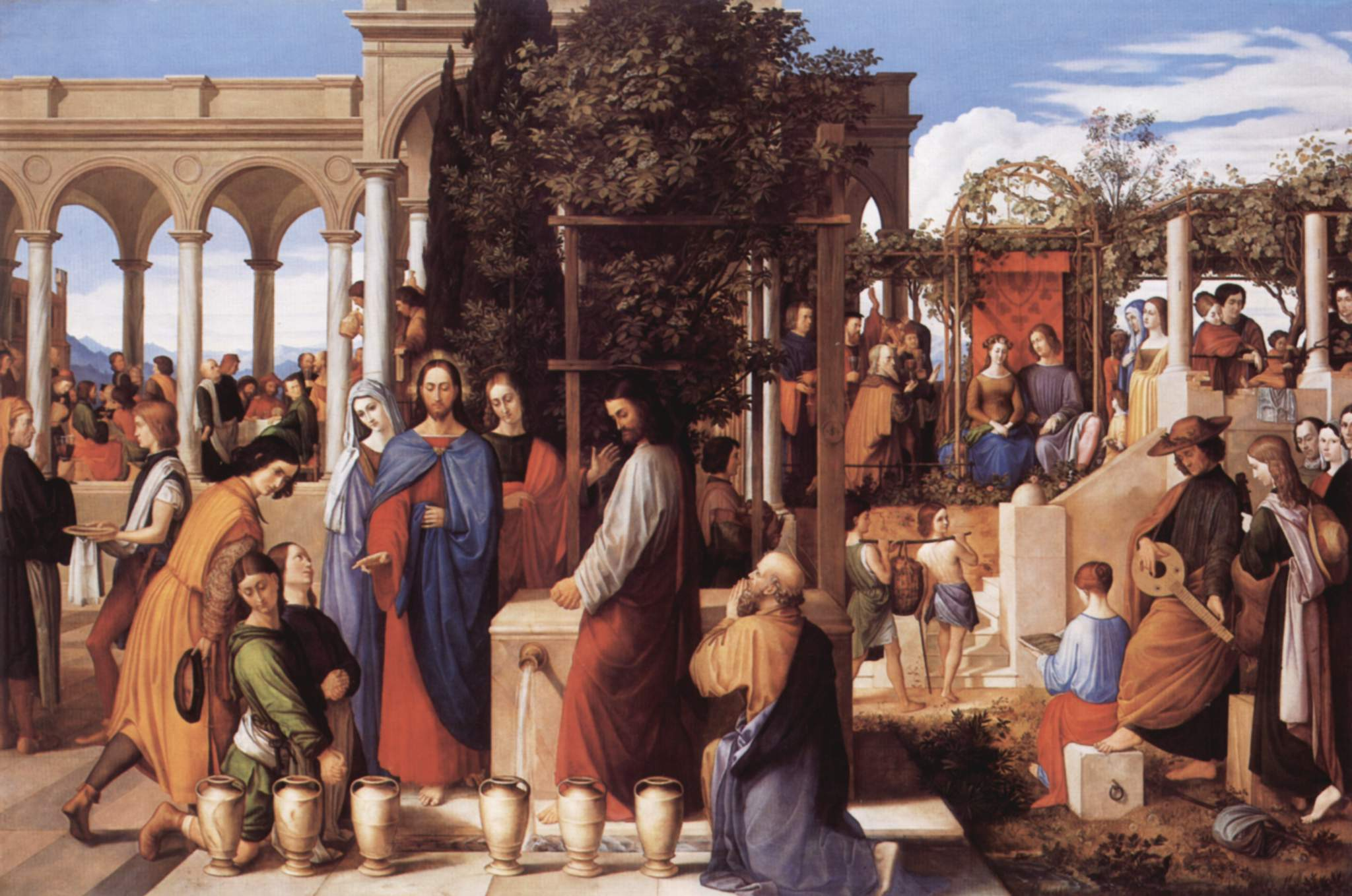
Julius Schnorr von Carolsfeld, Die Hochzeit zu Kana, 1819, Hamburger Kunsthalle
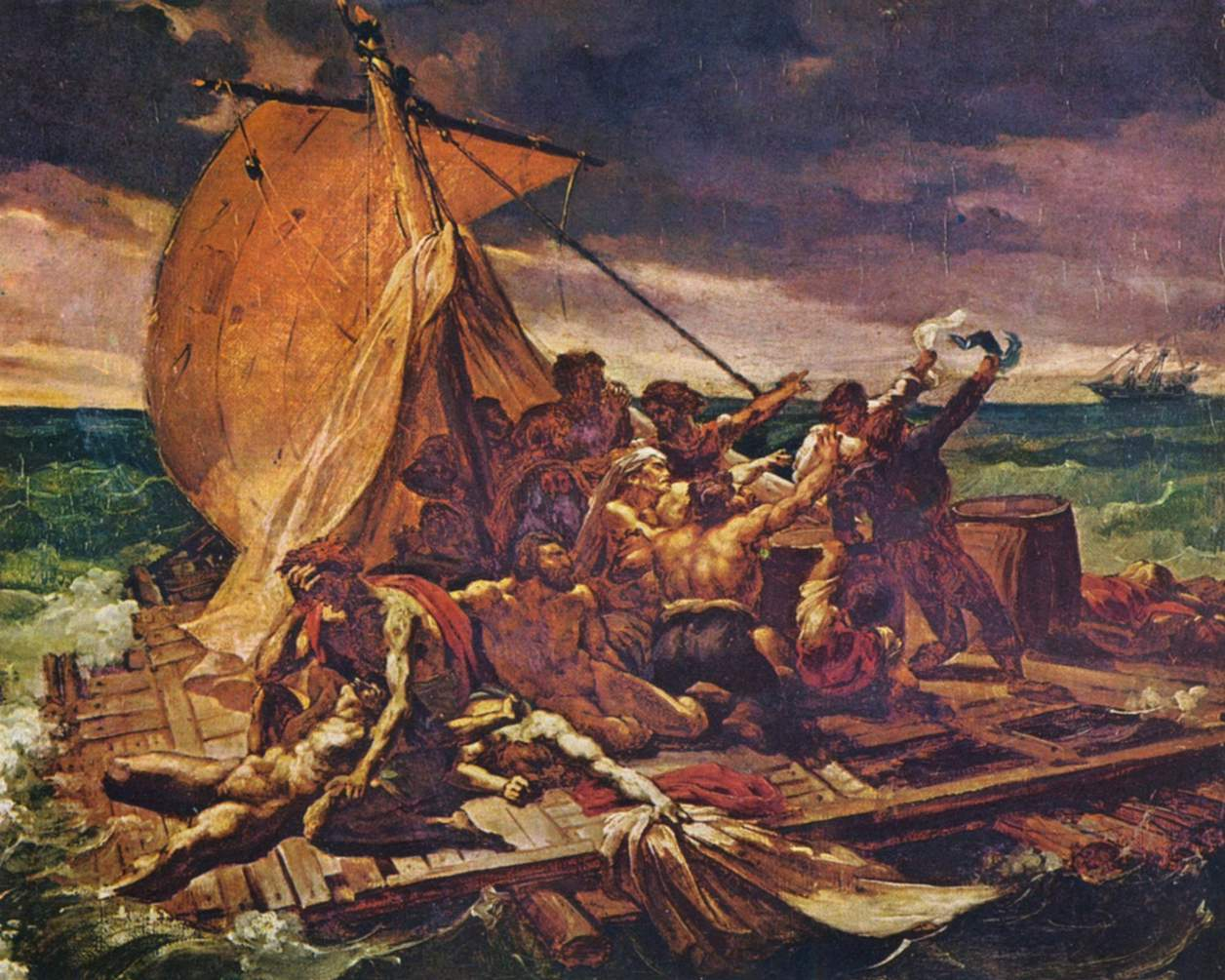
Jean Louis Théodore Géricault, Das Floß der Medusa, 1818, Louvre, Paris
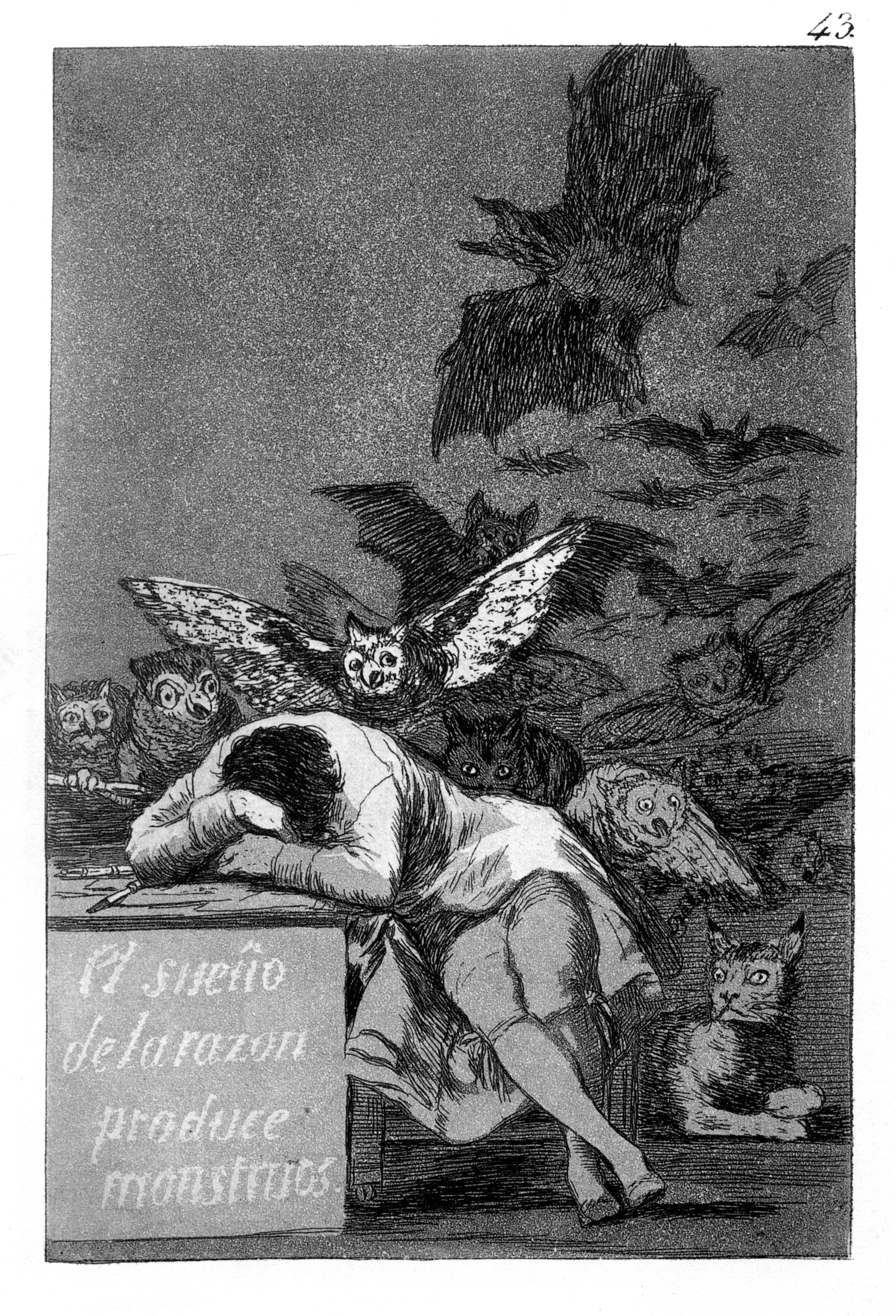
Francisco de Goya, Der Schlaf der Vernunft gebiert Ungeheuer, Capricho Nr. 43, ca. 1798, Radierung, Madrid

### Philosophie

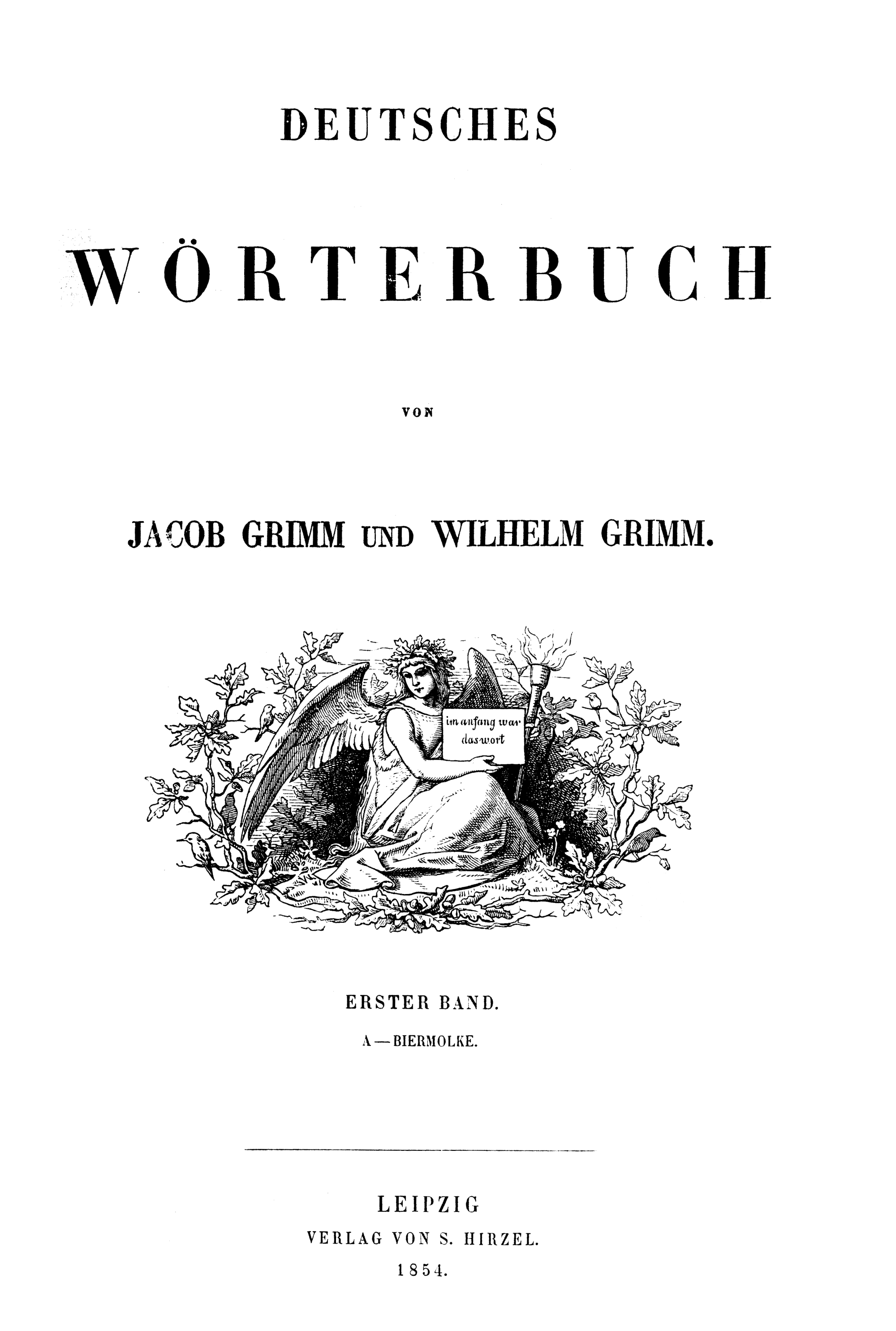
Deutsches Wörterbuch der Brüder Grimm

### Romantische Lebensläufe

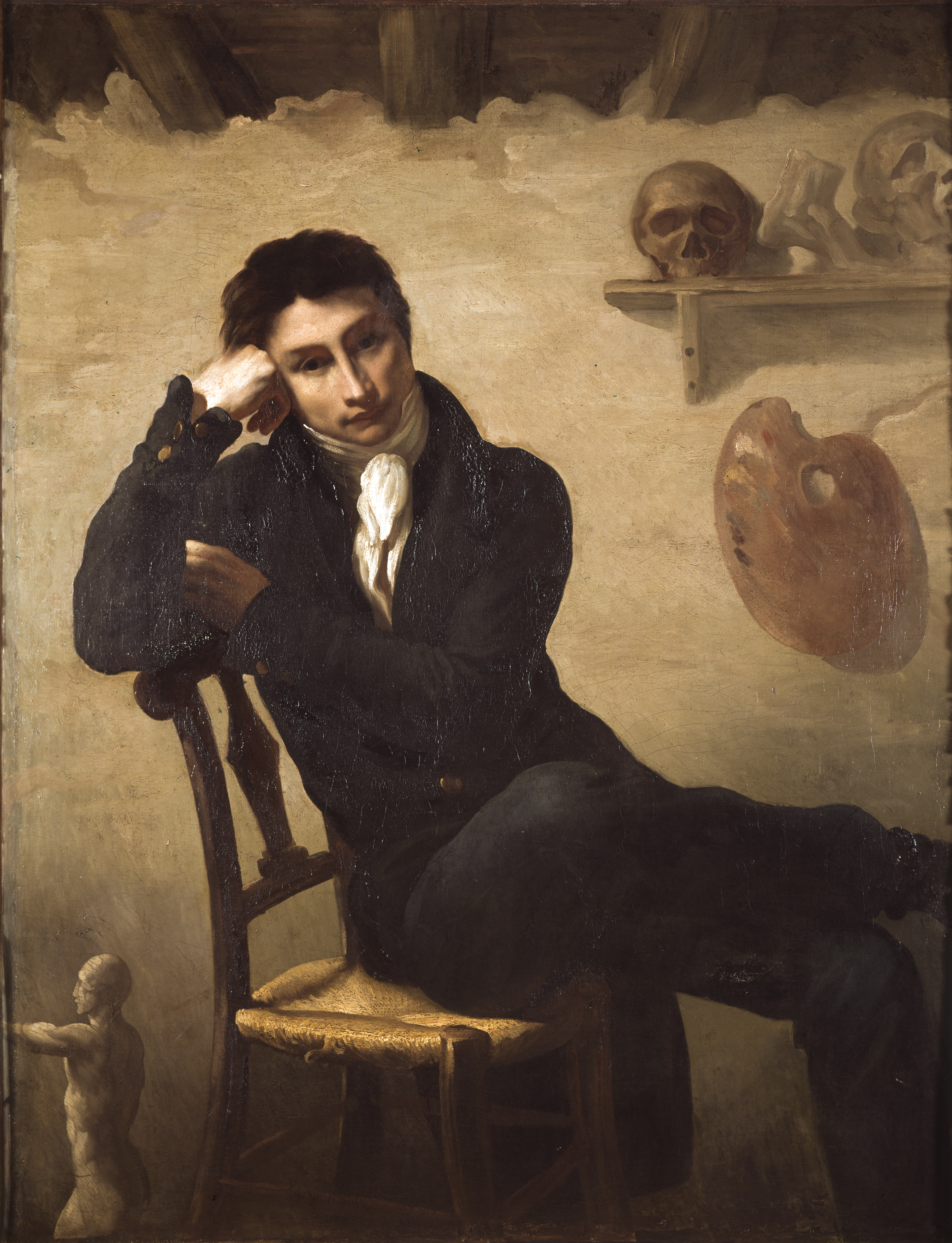
Théodore Géricault, Bildnis eines Künstlers, zw. 1800–1825, Louvre, Paris

### Romantische Geselligkeit

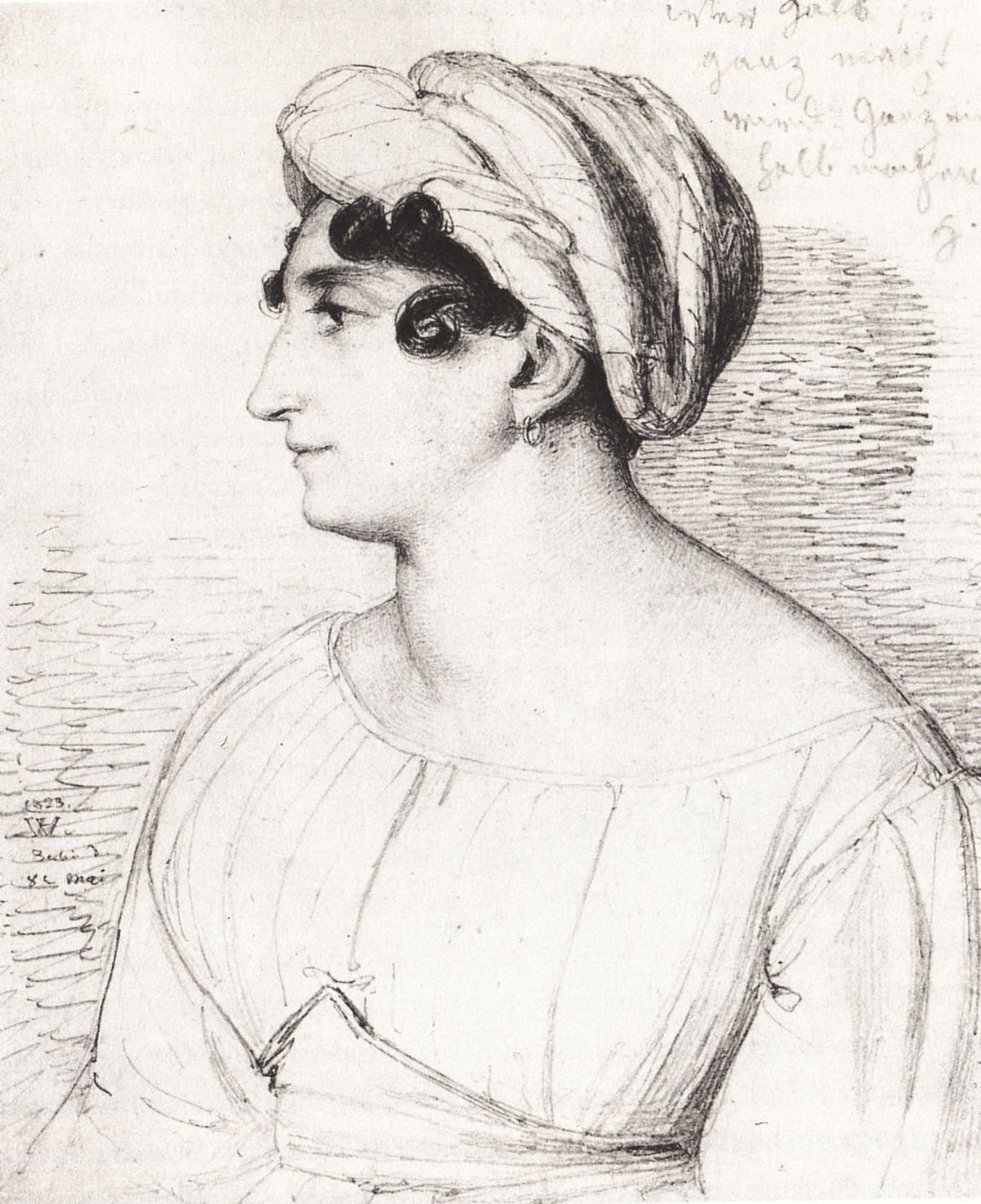
Henriette Herz, Porträt von Wilhelm Hensel, 1823

### Ausbreitung
Zur massenhaften Ausbreitung der Romantik kam es, als am Ende des 18. Jahrhunderts, nach einer Ära relativer Ruhe, in der viele Konflikte auf diplomatischem Wege geregelt worden waren, plötzlich die Französische Revolution und Napoleon den europäischen Kontinent mit Kriegen überzogen. Es waren Helden gesucht, wie etwa Napoleon in Frankreich oder Admiral Nelson in England, und romantische Wünsche entfachten die Phantasie. Ein weiterer Faktor war die gestiegene Bildung der Bürger, die den Boden für Kunst und Literatur bereitete. Wirtschaftlicher Aufschwung und der damit verbundene höhere Wohlstand ermöglichten es den Bürgern, sich mehr Bücher, Musikinstrumente oder Theater- und Konzertkarten zu kaufen. Auch förderte die neue Maschinenwelt Verstädterung und Landflucht, eine unterstellte vormalige Geborgenheit war für die Romantiker in Auflösung begriffen.
Als Reaktion auf diese Entwicklung und Emanzipation verschloss sich die Aristokratie gegenüber den neuen gesellschaftlichen Tendenzen und Formen. So findet man im 19. Jahrhundert kaum noch Adelige unter den Schriftstellern und Philosophen, einer Domäne der Aristokraten im 18. Jahrhundert.

## Stilmittel und Kennzeichen
Die Romantik hat keinen dokumentarischen Anspruch; sie schafft Traumwelten.

### Psyche
Das Unbewusste der menschlichen Psyche wird ausgelebt und kommt zum Vorschein. Dies wird beim Leser, Zuhörer und Betrachter mit verschiedenen Stilmitteln erreicht. Es entstehen Werke, die verschiedene Kunstrichtungen einbinden, zum Beispiel die Vertonung von Gedichten bei Robert Schumann (Liederkreis nach Heinrich Heine für eine Singstimme und Klavier op. 24) oder die Verbindung von Literatur und Musik bei Gustav Mahler und Richard Wagner.

### Mischung der Gattungen
Weder Form noch Inhalt sind festgelegt. So werden Lieder, Erzählungen, Märchen und Gedichte ineinander vermischt und Poesie, wissenschaftliche Spekulation und Philosophie miteinander verbunden.

### Progressive Universalpoesie
Friedrich Schlegel prägte als Literaturtheoretiker und -kritiker in der Romantik den Begriff der „progressiven Universalpoesie“ (Athenäumsfragment 116). In der Literatur sollten nun nicht mehr wie in der Klassik bestimmte Schemata für die Erschaffung eines literarischen Werkes vorgegeben sein, sondern man betrachtete den Künstler als freischaffendes Genie. Die Regelpoetik und die Forderungen der drei aristotelischen Einheiten von Raum, Zeit und Handlung verloren an Bedeutung, vielmehr wurde der Roman zum subjektiven Spielfeld des Autors. Ziel war es – nach Schlegel – Philosophie, Prosa, Poesie, Genialität und Kritik miteinander verbindend darzustellen. Aus diesen neuen Konstellationen ergab sich ein fragmentarischer Charakter mit unfertigen Handlungssträngen. Schlegel wollte damit den Werdensprozess der Dichtung betonen und meinte, dass der unvollendete Zustand einer Dichtung der Willkür und Freiheit des Dichters folge.

### Romantische Ironie
Der Autor steht über seinem Werk. Er kann herbeigeführte Stimmungen, Bilder oder Geschichten abrupt zerstören und übermenschlich verändern.
Ein Spezialfall romantischer Ironie sind Selbstreferenzen auf das Werk. Wenn z. B. in Theaterstücken der Held in eine ausweglose Situation gerät, aber sich sicher ist zu überleben mit der Begründung „Man stirbt nicht mitten im fünften Akt“, ist dies ein Fall von romantischer Ironie.
Gegenstand der romantischen Sehnsucht ist das Absolute, ein Zustand aufgehobener Entfremdung, den Rousseau zuvor als „Naturzustand“ (état naturel) beschrieben hatte und dem ein unreflektiertes ‚naives‘ Weltverständnis und Weltverhältnis entspricht. Dieser Zustand aber ist dem modernen Menschen unerreichbar geworden und kann auch durch die Kunst, die auf Reflexion beruht, nicht adäquat dargestellt werden. Jeder Versuch ihn darzustellen, greift notwendigerweise zu kurz. Das romantische Kunstwerk, das seine eigene Kritik enthalten soll, kann dieser Einsicht nur gerecht werden, indem es sich selbst ironisch hintertreibt und seine eigene Scheinhaftigkeit zur Schau stellt. D. h. sein zentraler Darstellungsgegenstand ist eine Sehnsucht, deren Ziel unbekannt ist, und jeder Versuch, dieses Ziel anschaulich zu machen, ist zum Scheitern verurteilt. Dieses Paradoxon muss die Kunst aushalten können, wenn sie ihrer Aufgabe gerecht werden möchte.

### Tradition und Mittelalter
In der Romantik entstehen erstmals Sammlungen so genannter Volkspoesie. Bekannteste Beispiele sind Grimms Märchen und die Liedersammlung Des Knaben Wunderhorn. Doch bereits unmittelbar nach Erscheinen wurde die literarische Bearbeitung (Schönung) durch die Autoren kritisiert, die damit ihre Rolle als Chronisten weit hinter sich ließen. Diese Tatsache rückt die gesammelten Texte näher an die Kunstmärchen und Lyrik ihrer Zeitgenossen als eigentlich beabsichtigt.
Das Mittelalter gilt als Ideal und wird verherrlicht. Kunst und Architektur dieser Epoche werden geschätzt, gepflegt und gesammelt. Im Zuge einer Burgenrenaissance werden Burgen und Burgruinen wiederentdeckt und ausgebaut, neogotisch und neoromanisch überformt oder ohne einen historischen Vorgänger neu errichtet. Auch der Kirchenbau und Wohnungsbau sowie der Bau öffentlicher Gebäude und Infrastrukturen erfährt entsprechende historistische Impulse. Übel und Missstände dieser Zeit bleiben unbeachtet. Es wurden sogar Ritterbünde nach alten Vorbildern gegründet, z. B. die Wildensteiner Ritterschaft auf blauer Erde.

## Motive und Symbole der Romantik
In der Romantik finden sich verschiedene charakteristische Motivkreise.

### Sehnsucht und Liebe
Als das zentrale Symbol der Romantik gilt die Blaue Blume. Der Dichter Novalis verwendet dieses Symbol der Sehnsucht und des Strebens nach dem Unendlichen sowie der Synergie, d. h. des Verschmelzens der Sinneswahrnehmungen und Erkenntnisebenen, in seinem fragmentarischen Roman Heinrich von Ofterdingen.
Das Motiv der Sehnsucht wird sowohl in der Dichtung, als auch in der Musik – etwa von Frédéric Chopin und Robert Schumann – und in der Malerei – beispielsweise von Caspar David Friedrich – ausgedrückt. Damit im Zusammenhang stehen das Wander- und Reisemotiv sowie die Motive des Fernwehs – zum Beispiel auch bei Charles Dickens und des Müßiggangs, verwendet etwa im Roman Aus dem Leben eines Taugenichts oder in Ahnung und Gegenwart des Schriftstellers Joseph von Eichendorff.
Auch das Motiv der Nacht war in der Romantik beliebt, verkörperte es doch die von den Romantikern propagierte Verschmelzung von Sinneseindrücken besonders gut, siehe z. B. das berühmte Gedicht Mondnacht von Eichendorff oder das Gedicht Ritt im Mondschein von Achim von Arnim, wo sich das Motiv der Nacht außerdem passenderweise mit dem der Liebe verbindet.
In diesen Motivkreis gehören auch die Motive der Verbundenheit mit der Natur (allerdings in idealisierter Form), vgl. das Gedicht Nacht und Winter von Adelbert von Chamisso, in dem das Ich seine Stimmungen in der Natur gespiegelt sieht. Oft wird die Vereinzelung des Menschen angesichts der erhabenen Unendlichkeit der Schöpfung dargestellt wie etwa in Caspar David Friedrichs Bild Der Mönch am Meer (1808/10).

### Das Unheimliche

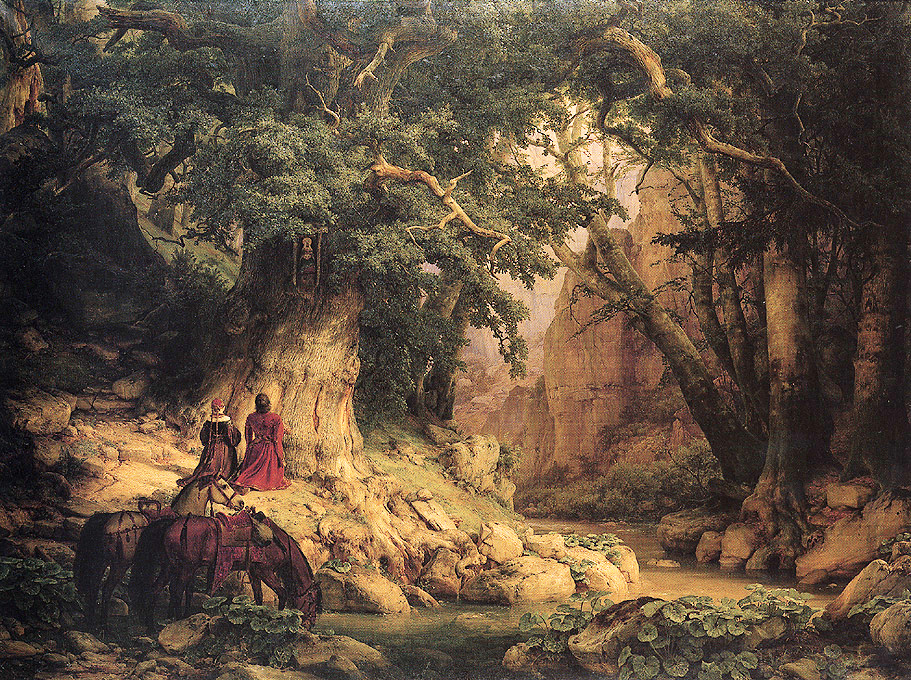
Die tausendjährige Eiche, Gemälde von Carl Friedrich Lessing, 1837

Das Spiegelmotiv gehört gleichzeitig zu einem weiteren typischen Motivkreis der Epoche, nämlich dem des Unheimlichen und Numinosen. Vor allem E.T.A. Hoffmann nahm sich dieses Themenkreises an. Auch die Sammlungen von Volksmärchen und Sagen etwa durch die Brüder Grimm siedeln sich hier an, vgl. Schneewittchen. E.T.A. Hoffmann z. B. verwendete das ebenfalls beliebte Motiv des Doppelgängers (in Elixiere des Teufels, 1815).
Schauplätze in der Romantik sind häufig Friedhöfe, Ruinen (Schauerromantik bzw. Schwarze Romantik) oder alte Burgen, dunkle Wälder, Moore, ein Berginneres oder Höhlen und andere Naturlandschaften. Das Dargestellte ist oft entweder naturmagischen Charakters, übernatürlich, oder märchenhaft. Das Unheimliche ist 1919 im gleichnamigen Aufsatz von Sigmund Freud als durch „Urteilsunsicherheit“ gekennzeichnet ausgewiesen worden. Dieses Schwanken lässt sich – je nachdem – auf die Gestalten in der Dichtung beziehen oder auf das Rezeptionsverhalten des Lesers oder Zuhörers angesichts des Unheimlichen in der Darstellung. In dem Operzyklus Der Ring des Nibelungen von Richard Wagner findet dies besonders starken musikalischen Ausdruck. Der „Teufelsgeiger“ Niccolò Paganini war ein Sinnbild des romantischen Virtuosen.

### Politische Motive: Weltflucht, Nationalismus und Gesellschaftskritik

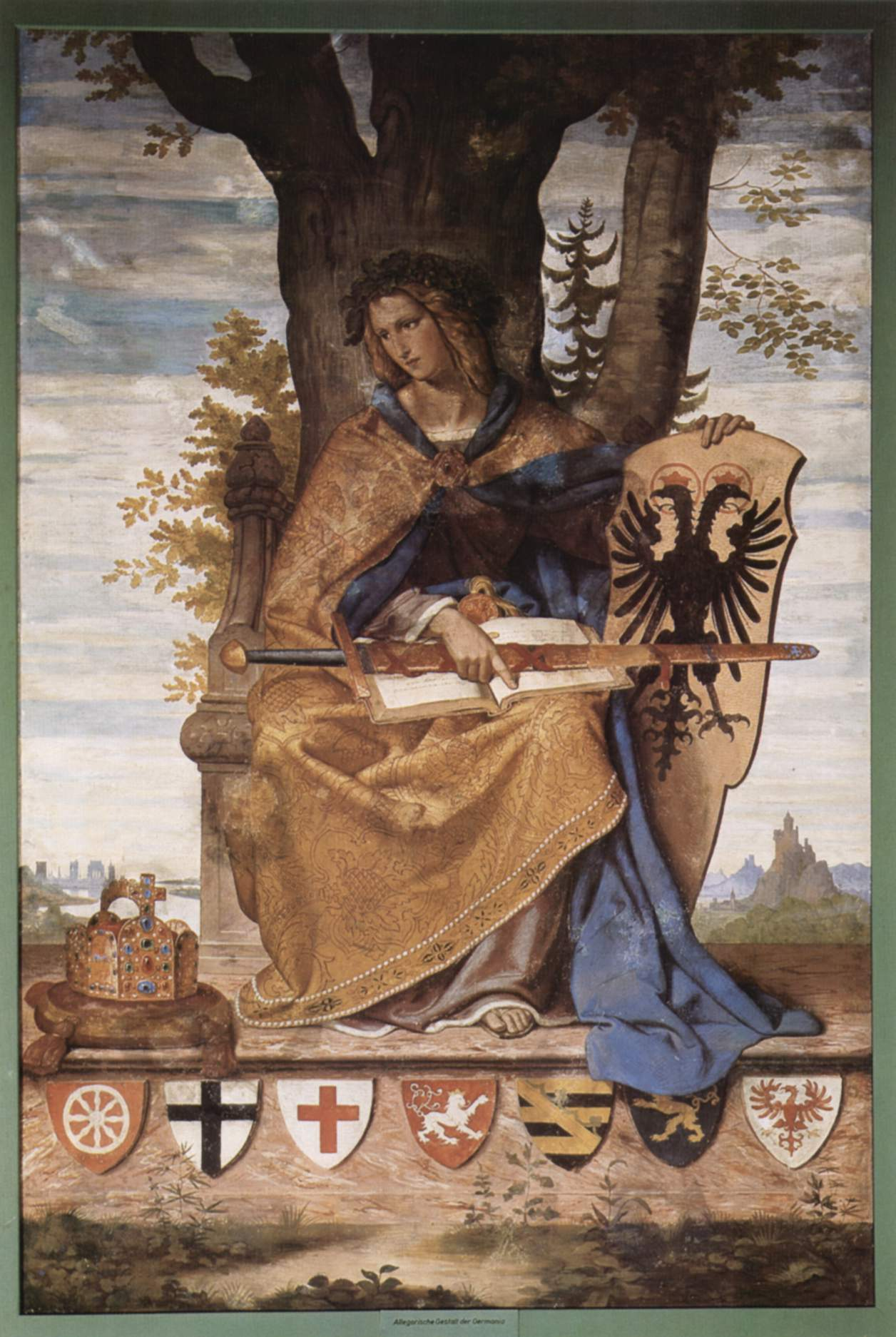
Germania, Wandbild von Philipp Veit, 1834–1836

Eigentlich typisch für die Romantiker war eher eine Abwendung vom gegenwärtigen Geschehen, welche sich in einer Weltflucht, Flucht ins Private und Hinwendung zur Vergangenheit äußerte.
Andererseits waren aber die Romantiker beeinflusst von gleichzeitig aufkommenden nationalistischen Strömungen. Beides verband sich in der Verehrung und Idealisierung des deutschen Mittelalters und – insbesondere in der Nationalromantik – in der Suche nach der Identität der als Nation aufgefassten sozialen Gemeinschaft.
Heinrich Heine nimmt in der deutschen Romantik eine Sonderstellung ein. Was sich bei anderen nur vage andeutete, verschärfte er zur expliziten Gesellschaftskritik an deutschen Verhältnissen, besonders etwa in Deutschland. Ein Wintermärchen.

### Klassik und Romantik im Vergleich
Klassik
- Streben nach Vollendung, Ruhe, fester Ordnung, Klarheit, Maß und Harmonie
- Streben nach Objektivität, Typisierung, Gesetz, Vernunft, Gleichgewicht, nach gültiger und geschlossener Form; genaue Unterscheidung zwischen Lyrik, Epik und Dramatik; fordert Entsagung, Selbstbeschränkung, sittliche Willensstärke; lehnt Phantastisches, Verworrenes, Unklares ab; bemüht sich um Harmonie zwischen Gefühl und Verstand; verlangt genaue Grenzensetzung – Es ist genug, das Erforschbare zu erforschen, das Unerforschliche aber auf sich beruhen zu lassen.

Romantik
- Drang nach Unendlichkeit, Leidenschaftlich-Bewegtem, Dunklem, maß- und regellosem Sprengenwollen aller Grenzen
- Zerbricht die klassischen Grenzen; will Herrschaft der frei schöpferischen Phantasie, die wichtiger ist als „edle“ Form und hochgeistiger Inhalt; will Grenzen sprengen: Grenzen des Verstandes, Grenzen zwischen Wissenschaft und Poesie und zwischen den einzelnen Dichtungsgattungen – Streben nach einer „Universalpoesie“, die gleichzeitig Wissenschaft, Religion und Dichtung und lyrisch, episch, dramatisch und musikalisch ist; will Grenzen zwischen Traum und Wirklichkeit niederreißen; will die ganze Welt „romantisieren“ und fordert völlige Subjektivität, Individualisierung, Freiheit und Unabhängigkeit (was für die Heidelberger Romantik nur teilweise gilt); präferiert eine weltoffene, daher ewig unfertige Dichtungsform; Vorliebe für das Traumhafte, Wunderbare, Unbewusste, später für das Bizarre, Übersinnliche.

### Englische Romantik

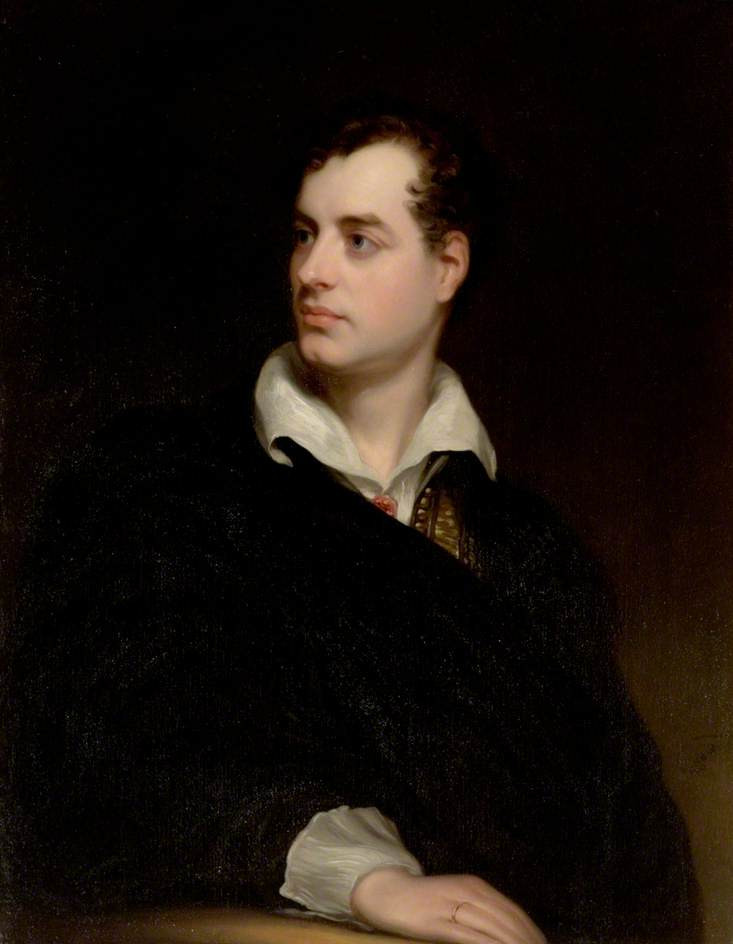
Lord Byron, Gemälde von Thomas Phillips, 1813, Newstead Abbey

### Französische Romantik

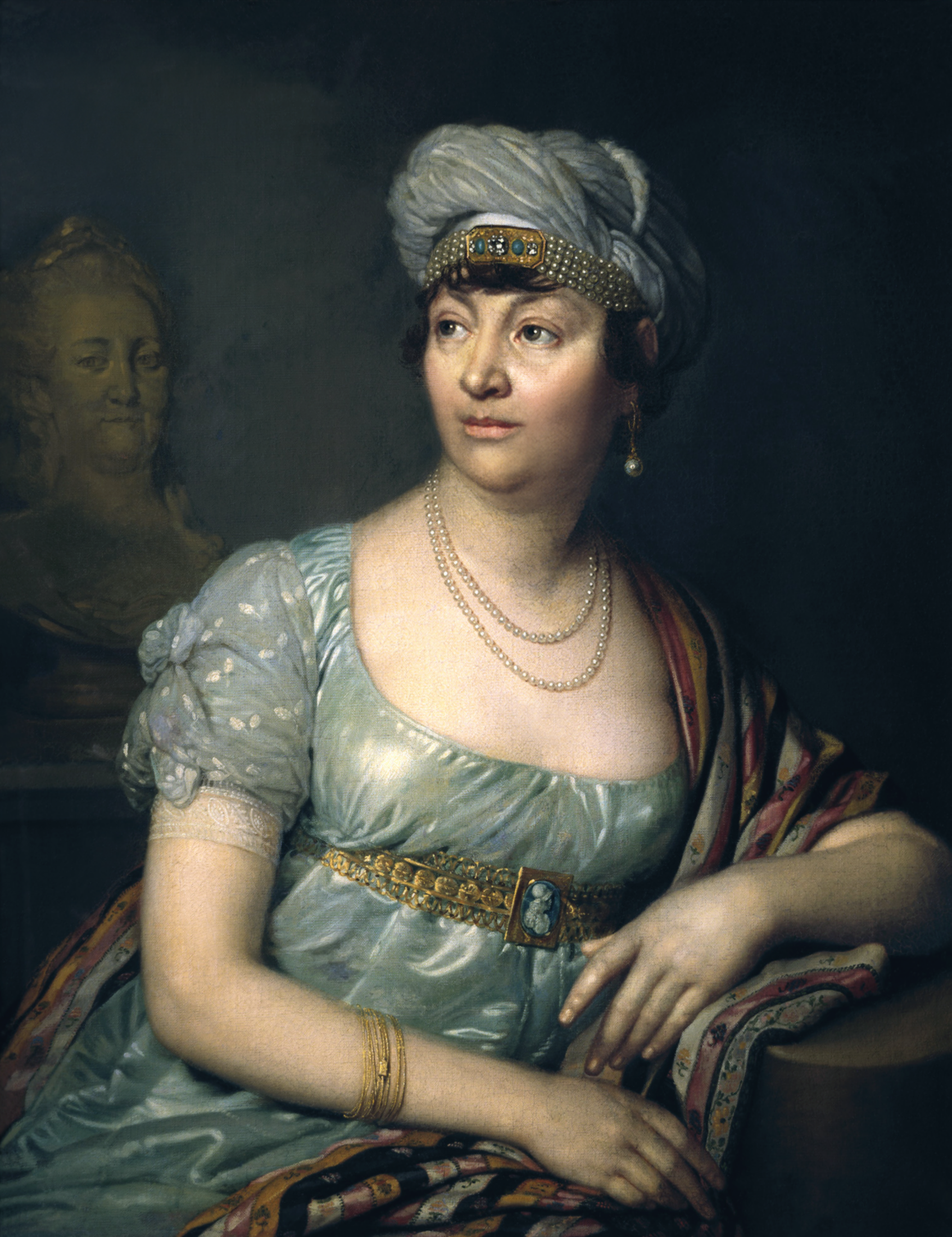
Germaine de Staël, Gemälde von Wladimir L. Borowikowski, 1812